# Vjesnik za arheologiju i historiju dalmatinsku
Vjesnik za arheologiju i historiju dalmatinsku glasilo je Arheološkoga muzeja u Splitu. 
Časopis su pod nazivom Bullettino di archeologia e storia dalmata pokrenuli Josip Alačević i Mihovil Glavinić. U časopisu se objavljuju članci iz arheologije, epigrafije, povijesti i povijesti umjetnosti, ponajviše s područja Dalmacije, te bibliografiju knjiga, članaka i recenzija. Prvi urednik bio je Mihovil Glavinić, a od 1884. uređivali su ga Frane Bulić i Josip Alačević, a od 1888. do 1925. Bulić koji mu je bio i vlasnik. Poslije su ga uređivali Mihovil Abramić, Duje Rendić-Miočević, Mate Suić, Mladen Nikolanci, Branimir Gabričević, Željko Rapanić, Branko Kirigin, Nenad Cambi, Emilio Marin, Zrinka Buljević, Damir Kliškić. Časopis je dva puta mijenjao naziv: 1920. mu je naziv promijenjen u Vjesnik za arheologiju i historiju dalmatinsku, a od 2005. do 2013. u Vjesnik za arheologiju i povijest dalmatinsku da bi nakon toga bio vraćen stari naziv. Osim Arheološkog muzeja u Splitu, časopis je bio glasilo i Arheološkog muzeja u Zadru od kraja Drugog svjetskog rata pa do 1960., kad je zadarski muzej pokrenuo Diadoru.
Vjesnik je 1980. prigodom stote obljetnice izlaženja kao znak priznanja dobio zlatnu plaketu Grb Splita, a 2005. uvršten je u popis međunarodno priznatih časopisa i publikacija (a1). Povjerenstvo za izdavaštvo Ministarstva znanosti, obrazovanja i športa 2006. ga je izvrsno ocijenilo i svrstalo u 10 posto najboljih časopisa iz njegova područja.